# Henrik Sjöberg
Henrik Sjöberg (20 janvier 1875 à Uppsala - 1er août 1905 à Elseneur) est un athlète et gymnaste suédois. Il a participé aux Jeux olympiques d'été de 1896, à Athènes.
Membre du Stockholms AF, il est le premier athlète à représenter la Suède aux Jeux olympiques, il était à l'époque étudiant en médecine à Lund.
Il ne réussit pas à se qualifier pour la finale du 100 m et fini 4e du saut en hauteur en franchissant une barre à 1,60 m. Il participe aussi aux concours du saut en longueur et du lancer du disque, ainsi qu'à l'épreuve du saut de cheval en gymnastique. Il n'obtient aucun résultat significatif dans ces disciplines.
Il meurt par noyade au Danemark en 1905.

## Palmarès
| Date | Compétition           | Lieu    | Résultat         | Épreuve          | Performance |
| ---- | --------------------- | ------- | ---------------- | ---------------- | ----------- |
| 1896 | Jeux olympiques d'été | Athènes | Éliminé en série | 100 m            | Inconnue    |
| 1896 | Jeux olympiques d'été | Athènes | Non-partant      | 110 m haies      | DNS         |
| 1896 | Jeux olympiques d'été | Athènes | 4e               | Saut en hauteur  | 1 m 60      |
| 1896 | Jeux olympiques d'été | Athènes | 5e-9e            | Saut en longueur | Inconnue    |
| 1896 | Jeux olympiques d'été | Athènes | 5e-9e            | Lancer du disque | Inconnue    |
| 1896 | Jeux olympiques d'été | Athènes | 4e-15e           | Saut de cheval   | Inconnue    |